# Ordenar o bem e proibir o mal
Ordenar o bem e proibir o mal (árabe: ٱلْأَمْرُ بِٱلْمَعْرُوفِ وَٱلنَّهْيُ عَنِ ٱلْمُنْكَرِ romanizado: al-amru bi-l-maʿrūfi wa-n-nahyu ʿani-l-munkari) são dois deveres importantes impostos por Deus no Islã, conforme revelado no Alcorão e nos hádices. Esse ensinamento é usado no Alcorão nove vezes e se refere ao dever da sociedade muçulmana de encorajar atitudes moralmente corretas e desencorajar a imoralidade.